# Renia punctinalis
Renia punctinalis är en fjärilsart som beskrevs av Achille Guenée 1854. Renia punctinalis ingår i släktet Renia och familjen nattflyn. Inga underarter finns listade.